# Alan Gogajev
Alan Gogajev (Gogaty) (* 8. března 1990 Digora) je ruský zápasník-volnostylař osetské národnosti.

## Sportovní kariéra
Zápasení se věnoval od 9 let v rodné Digoře pod vedením Alana Dzagkojeva. Ve 14 letech se přesunul na sportovní školu do Vladikavkazu. Od svých 19 let zastupuje bohatý sibiřský region Chantymansijsk, odkud se v roce 2010 prosadil do ruské volnostylařské reprezentace. V roce 2012 uspěl v ruské olympijské nominaci před Adamem Batyrovem a startoval na olympijských hrách v Londýně. V Londýně však překvapivě prohrál v úvodním kole s reprezentantem Tádžikistánu Zelimchanem Jusupovem ve dvou setech 0:2. Po neúspěchu na olympijských hrách si dal na chvíli od sportu pauzu a oženil se. Po návratu k vrcholové přípravě ho však trápila různá zranění a kvůli zraněným žebrům se nedokázal přípravit na olympijskou sezonu 2016.

## Výsledky
| Olympijské hry     |    |   | úč. |   |   |   | — |    |  |  |  |  |  |  |  |  |  |  |  |  |  |
| Mistrovství světa  | 2. | — |     | — | — | — |   | 3. |  |  |  |  |  |  |  |  |  |  |  |  |  |
| Evropské hry       |    |   |     |   |   | — |   |    |  |  |  |  |  |  |  |  |  |  |  |  |  |
| Mistrovství Evropy | —  | — | 1.  | — | — | — | — | —  |  |  |  |  |  |  |  |  |  |  |  |  |  |
| MS juniorů         | 1. |   |     |   |   |   |   |    |  |  |  |  |  |  |  |  |  |  |  |  |  |
| ME juniorů         | —  |   |     |   |   |   |   |    |  |  |  |  |  |  |  |  |  |  |  |  |  |